# Polarit
Polarit ist ein selten vorkommendes Mineral aus der Mineralklasse der „Sulfide und Sulfosalze“ mit der chemischen Zusammensetzung Pd(Bi,Pb) und damit chemisch gesehen eine legierungsartige Verbindung aus Palladium und Bismut mit dem Stoffmengenverhältnis von ungefähr 1 : 1. Bei natürlichen Polariten ist meist ein Teil des Bismuts durch Blei vertreten (substituiert).
Polarit kristallisiert im orthorhombischen Kristallsystem und entwickelt bis zu 0,3 mm große Körner von weißer Farbe mit gelblichen Farbstich.

## Etymologie und Geschichte
Eine erste kurze Beschreibung des Minerals erfolgte bereits 1966 durch L. J. Cabri und R. J. Traill in einer Abhandlung über neue Palladiumminerale aus Norilsk, Westsibirien, die bereits die korrekte chemische Zusammensetzung ermittelten, das Mineral jedoch nicht benannten.
Alexander Dmitrijewitsch Genkin (russisch Александр Дмитриевич Генкин; 1919–2010, siehe Genkinit), T. L. Jewstignejewa, N. W. Tronewa und L. N. Wjalsow (russisch Т. Л. Евстигнеева, Н. В. Тронева, Л. Н. Вяльсов) veröffentlichten 1969 eine detaillierte Beschreibung des Minerals und seines Fundorts im russischen Fachmagazin Записки Всесоюзного Минералогического Общества (deutsch Sapiski Wsessojusnogo Mineralogitscheskogo Obschtschestwa) und gaben ihm den Namen Polarit in Anlehnung an dessen Typlokalität, die im Polarural, dem nördlichsten Gebirgszug des Urals liegt.
Als genaue Typlokalität gilt die Mayak-Mine im südöstlichen Teil der Lagerstätte Talnakh nahe dem Ort Talnach in der Region Krasnojarsk.
Genkin,  und sandten ihre Untersuchungsergebnisse und den gewählten Namen 1969 zur Prüfung an die International Mineralogical Association (interne Eingangsnummer der IMA: 1969-032), die den Polarit als eigenständige Mineralart anerkannte.
Ein 1974 als Borishanskiit anerkanntes Mineral (IMA 1974-010) wurde 2022 als identisch mit Polarit erkannt und von der IMA diskreditiert (IMA 22-D).

## Klassifikation
In der veralteten 8. Auflage der Mineralsystematik nach Strunz war der Polarit noch nicht aufgeführt.
In der zuletzt 2018 überarbeiteten Lapis-Systematik nach Stefan Weiß, die formal auf der alten Systematik von Karl Hugo Strunz in der 8. Auflage basiert, erhielt das Mineral die System- und Mineralnummer II/C.20-100. Dies entspricht der Klasse der „Sulfide und Sulfosalze“ und dort der Abteilung „Sulfide mit dem Stoffmengenverhältnis Metall : S,Se,Te ≈ 1 : 1“, wo Polarit zusammen mit Breithauptit, Cherepanovit, Freboldit, Kotulskit, Langisit, Nickelin, Ruthenarsenit, Sederholmit, Sobolevskit, Sorosit, Stumpflit, Sudburyit, Vavřínit und Wassonit sowie dem bisher nicht anerkannten Hexatestibiopanickelit die „Nickelingruppe“ mit der Systemnummer II/C.20 bildet.
Die von der IMA zuletzt 2009 aktualisierte 9. Auflage der Strunz’schen Mineralsystematik ordnet den Polarit dagegen in die Abteilung „Legierungen und legierungsartige Verbindungen“ ein. Diese ist weiter unterteilt nach den in der Verbindung vorherrschenden Metalle. Das Mineral ist hier entsprechend seiner Zusammensetzung in der Unterabteilung „Legierungen von Halbmetallen mit Platin-Gruppen-Elementen (PGE)“ zu finden, wo es als einziges Mitglied eine unbenannte Gruppe mit der Systemnummer 2.AC.40 bildet.
In der vorwiegend im englischen Sprachraum gebräuchlichen Systematik der Minerale nach Dana hat Polarit die System- und Mineralnummer 02.08.06.01. Das entspricht ebenfalls der Klasse der „Sulfide und Sulfosalze“ und dort der Abteilung „Sulfidminerale“. Hier findet er sich innerhalb der Unterabteilung „Sulfide – einschließlich Seleniden und Telluriden – mit der Zusammensetzung AmBnXp, mit (m+n) : p = 1 : 1“ als einziges Mitglied in einer unbenannten Gruppe mit der Systemnummer 02.08.06.

## Kristallstruktur
Polarit kristallisiert in der orthorhombischen Raumgruppe Ccm21 (Raumgruppen-Nr. 36, Stellung 2) mit den Gitterparametern a = 7,19 Å, b = 8,69 Å und c = 10,68 Å sowie 16 Formeleinheiten pro Elementarzelle.

## Bildung und Fundorte
Polarit bildet sich unter hydrothermalen Bedingungen in Kupfer-Nickel-Eisen-Adern. Es ist vergesellschaftet mit Chalkopyrit, Talnakhit, Cubanit, Stannopalladinit, Paolovit, Sobolevskit, Sperrylit, Cabriit, Palarstanid, Sphalerit und Silber.
Als seltene Mineralbildung konnte Polarit nur an wenigen Orten nachgewiesen werden, wobei weltweit bisher knapp 20 Vorkommen dokumentiert sind (Stand 2025). Außer an seiner Typlokalität, der Mayak Mine konnte das Mineral noch an drei weiteren Stellen in der Cu-Ni-Lagerstätte Talnach auf der Taimyrhalbinsel in der Region Krasnojarsk entdeckt werden. Daneben fand sich Polarit in Russland noch im Ognit-Komplex (auch Medek) im Uda-Birjussa-Gebiet der der Oblast Irkutsk, in der Cu-PGE-Lagerstätte Anomal’niy im Kondjor-Massiv in der Region Chabarowsk und in der Grube Srednyaya Padma auf der Halbinsel Saoneschje (englisch Zaonezhie, russisch Заонежье) in der Republik Karelien.
Weitere bisher bekannte Fundorte liegen in der kanadischen Provinz Ontario (Copper Cliff North Mine, Nipigon Reefs Project), der chinesischen Provinz Hebei (Pt-Pd-Lagerstätte Hongshila), der finnischen Landschaft Lappland (Sakattilampi), der Region Kindia in Guinea (Conakry Vulkanit-Komplex), der Provinz Midlands in Simbabwe (Unki Mine), der südafrikanischen Provinz Limpopo (Mokopane) und im US-Bundesstaat Alaska (Fox Gulch).